# Arrigny
Arrigny è un comune francese di 274 abitanti situato nel dipartimento della Marna nella regione del Grand Est.

## Storia

### Simboli
Lo stemma comunale è stato adottato il 12 dicembre 2001.

## Società

### Evoluzione demografica
Abitanti censiti